# Lai Hsiu-Wen
Lai Hsiu-Wen es una deportista taiwanesa que compitió en taekwondo. Ganó una medalla de bronce en el Campeonato Mundial de Taekwondo de 1997, en la categoría de –55 kg.

## Palmarés internacional
| Representando a China Taipéi |                   |                   |           |
| Campeonato Mundial           |                   |                   |           |
| Año                          | Lugar             | Medalla           | Categoría |
| 1997                         | Hong Kong (China) | Medalla de bronce | –55 kg    |